# Michel Micombero
Michel Micombero (Rutovu, 1940 – Mogadishu, 16 juli 1983) was een Burundees politicus.
Michel Micombero was afkomstig uit een katholieke Tutsi-familie die lid was van de Hima-clan uit Zuid-Burundi. Micombero volgde een militaire opleiding aan de Koninklijke Militaire School van België en studeerde af in 1962.
Na zijn terugkeer in Burundi werd het land onafhankelijk en werd Micombero tot kapitein bevorderd en als onderminister van Defensie in de regering opgenomen.
In juli 1966 pleegde hij samen met kroonprins Ntare een staatsgreep. Koning Mwambutsa IV van Burundi werd afgezet en Ntare besteeg als Ntare V de troon (september 1966). Micombero werd premier en minister van Defensie. De grondwet werd buiten werking gesteld en de absolute monarchie hersteld. Micombero was echter de werkelijke machthebber.
Toen koning Ntare V in november 1966 een bezoek aan Kinshasa bracht, pleegde Micombero een coup en schoof de koning terzijde. Hij riep vervolgens de Republiek Burundi uit en nam zelf het presidentschap op zich. Micombero proclameerde de eenpartijstaat met de UPRONA (Unie voor de Nationale Vooruitgang) als enige partij.
President Micombero liet zich omringen door radicale Tutsi-adviseurs en sloot de Hutu's uit van deelname aan de regering. De systematische discriminatie van de Hutu's leidde dikwijls tot ernstige spanningen. Nadat ex-koning Ntare V na terugkeer in Burundi in april 1972 in diens residentie was vermoord, kwamen de Hutu's en Tutsi-tegenstanders van Micombero in opstand. Deze liep uit op een bloedige slachting. Tussen de 50.000 en 100.000 mensen lieten het leven, van wie de meeste Hutu's waren.
Na de genocide raakte Micombero steeds verder geïsoleerd en nam de tegenstand binnen het Burundese leger toe. Op 1 november 1976 pleegde kolonel Jean Baptiste Bagaza een geweldloze staatsgreep en zette Micombero af. Micombero ging in ballingschap in Somalië waar zijn vriend, president Siyad Barre, aan de macht was. In 1982 studeerde Micombero af in de economie. Enkele maanden later overleed hij aan een hartaanval.